# Hermann Helmer
Hermann Gottlieb Helmer, též Hellmer (13. července 1849 Harburg – 2. dubna 1919 Vídeň), byl rakouský architekt, který působil ve Vídni ve společné architektonické kanceláři spolu s Ferdinandem Fellnerem.

## Životopis
Nejdříve se vyučil zedníkem a následně navštěvoval stavební průmyslovku v Nienburgu/Weseru. Po studiu na Akademii výtvarného umění v Mnichově u Rudolfa Gottgetreua vstoupil do ateliéru k Ferdinandovi Fellnerovi do Vídně, kde v roce 1873 spolu založili vlastní ateliér Fellner und Helmer a stali se nejvýznamnějšími staviteli divadel v celém Rakousko-Uhersku.

## Práce
V prvních letech spolupráce v ateliéru byl Helmer zodpovědný především za práci v kanceláři, zatímco Fellner měl na starosti jednání o jednotlivých stavbách. Pozdější objednávky byly rozděleny a každý architekt pracoval s vlastním štábem spolupracovníků. Zásadně byly však všechny práce rozvinuty v jednotném stylistickém a funkčním způsobu tvoření a uváděly se ustavičně pod společným jménem Ateliér Fellner a Helmer. Na rozdíl od Fellnera upřednostňoval Helmer klasicistické formy.

## Ateliér Fellner a Helmer
Ateliér Fellner a Helmer (Fellner und Helmer) byl založen v roce 1873. Koncem 19. století byl jedním z nejznámějších architektonických ateliérů ve Vídni. Jeho majitelé architekti Ferdinand Fellner (1847–1916) a Hermann Helmer navrhli a vyprojektovali za 43 let své spolupráce více než 200 staveb, které byly realizovány především na území tehdejšího Rakouska-Uherska. Většina jimi navržených budov dodnes existuje a najdeme je v oblasti od Švýcarska po Rusko. Budovy jsou většinou postaveny a vyzdobeny v historizujícím slohu (neorenesance, neoklasicismus, neobaroko), někdy s prvky secese. Častými spolupracovníky ateliéru při výzdobě interiérů i exteriérů budov byly významní umělci své doby – Gustav Klimt a Ernst Klimt, Franz Matsch, Hans Makart, Theodor Friedl a mnoho dalších.
Specializací tohoto ateliéru byly budovy divadelní a koncertní, ve kterých se tito architekti zaměřili podstatnou měrou na bezpečnost a funkčnost provozu divadla. Bezpečnostní hlediska začala hrát důležitou úlohou při stavbě těchto budov poté, co koncem 19. století vyhořela celá řada divadel v Evropě i USA. Právě Ateliér Fellner a Helmer zareagoval na novou poptávku nejrychleji a důraz na bezpečnostní hlediska se stal důležitou součástí jeho firemní pověsti.
Díky tomu byly architekti Fellner a Helmer v průběhu času pověření návrhem a realizací asi 50 divadelních budov – např. v Záhřebu, Salcburku, Berlíně, Szegedu, Bratislavě, Štýrském Hradci, Curychu, Budapešti a samozřejmě ve Vídni (např. Volkstheater nebo koncertní sál Ronacher). Na území dnešní České republiky najdeme divadelní budovy v Praze (Státní opera Praha), Brně (Mahenovo divadlo), Liberci, Jablonci nad Nisou a Karlových Varech.
Kromě bezpečnostních hledisek byla firma Fellner a Helmer vyhlášena také tím, že měla přijatelné ceny a přesně dodržovala termíny. I díky tomu získali tito architekti zakázky na řadu dalších staveb různého využití a účelu – projektovali panelové domy (těch bylo více než 100, asi nejznámější je luxusní obytný komplex Margarethenhof ve Vídni), obchodní domy (těch bylo 27), vily, paláce a zámky (těchto staveb projektovali asi 60, na území České republiky např. zámek Žinkovy), hotely, továrny, hvězdárny a lázeňské budovy a kolonády. Výraznou měrou zasáhly do celkového vzhledu především dvou lázeňských měst – Badenu a Karlových Varů. V Karlových Varech bylo podle jejich plánů vystaveno asi 20 budov. Mezi nejznámější patří již výše zmíněné divadlo, a také Císařské lázně, Grandhotel Pupp, rozhledna Goethova vyhlídka, Kolonáda Sadového pramene.
Ateliér Fellner a Helmer se stal díky jeho účinnosti, spolehlivosti při realizaci stavby, přísnému dodržování zásad požární ochrany budov ale i uvědomováním akustických aspektů stavec široce známým. V návaznosti na úspěšné projekty budov divadla dostávali Fellner a Helmer často také objednávky pro bytové a obchodní domy nebo vily a venkovské domy.

## Výraz
Na průčelí ztvárňovali Fellner a Helmer jako základní prvek motiv kombinovaný v bohatství prvků. Používali hlavně portikus, lodžie, portály a boční věže. Stylisticky zvolili Fellner a Helmer formy, které měly kořeny v renesanci, motivy baroka, rokoka, ale také empíru. Přes takové modifikace byly zpracovány nová řešení. Pozoruhodné je, že podněty pro jednotlivé dekorační prvky byly zachyceny v historických budovách minulých období. Bytové a obchodní domy ukazují stejné formy a vyznačují se funkcionalistickým a zároveň reprezentativním způsobem tvoření. Otevřenost vůči moderním materiálům se ukazuje na projektu domu na Kärntnerstraße 12 ve Vídni, kde použili železobetonový skelet.

## Díla (výběr)
- Radnice v Liesingu
- Městské divadlo v Klagenfurtu
- Chortvatské národní divadlo v Záhřebu 1894-95
- Koncertní sál v Curychu (část dnešní curyšské budovy kongresu)
- Hesenské státní divadlo ve Wiesbadenu, Německo; 1894
- Městské divadlo ve Varaždínu

S Fellnerem:
- Městské divadlo ve Vídni; 1872
- Lidové divadlo v Budapešti; 1874
- Městské divadlo v Bratislavě, 1886 (dnes budova Opery SND)
- Lidové divadlo ve Vídni; 1889
- Městské divadlo v Curychu; 1890
- Divadlo Pod lipami v Berlíně, 1891/1892
- Divadlo v Budapešti; 1896
- Německé divadlo v Hamburku; 1900
- Národní divadlo v Sofii; 1906
- Divadla v Karlových Varech, v Štýrském Hradci, Augsburgu, Berndorfu, Brně, Rijece, Karlsruhe, Salcburku...
- Koncertní dům s divadlem ve Vídni; 1912–1913

lázeňské domy:
- Grandhotel Pupp v Karlových Varech; 1896–1913
- Hotel Ambassador v Karlových Varech